# Kulik (województwo lubelskie)
Kulik – wieś w Polsce położona w województwie lubelskim, w powiecie chełmskim, w gminie Siedliszcze.
Wieś jest sołectwem w gminie Siedliszcze. Według Narodowego Spisu Powszechnego (III 2011 r.) liczyła 250 mieszkańców i była ósmą co do wielkości miejscowością gminy Siedliszcze.

## Części wsi
| SIMC    | Nazwa      | Rodzaj    |
| ------- | ---------- | --------- |
| 1026830 | Przymiarki | część wsi |

## Historia
Miejscowość ta, po raz pierwszy wzmiankowana była w roku 1724. W obrębie wsi położony jest dawny folwark, którego właścicielem był w 1724 r. Józef Sługocki, podczaszy chełmski. Od połowy XVIII wieku majątek przeszedł w ręce Węglińskich. Później właścicielami byli: Błażej Piotrowski (od 1830 do 1856), Kalikst Łaski (od 1856 do 1870) oraz Piotr Załuski (od 1870 do 1944).
Po przeprowadzeniu w 1947 roku parcelacji gruntów należących do majątku dwór przez pewien czas stał bezpański i był bezceremonialnie dewastowany. Wówczas to znikły zabytkowe kominki i rozebraniu uległy budynki gospodarcze. Przez wiele lat mieściła się tam szkoła podstawowa. Dwór usytuowany jest przy wschodnim krańcu wsi, jego otoczenie stanowi dawny park krajobrazowy. Dwór w Kuliku jest obiektem jednorodnym z zachowaną bez zniekształceń pierwotną bryłą. Obrazuje modę z drugiej połowy XIX wieku na wznoszenie rezydencji dworskich. Park otaczający dwór zajmuje powierzchnię 3 ha, znajduje się tu około 400 drzew z dwudziestoma gatunkami. Najstarsze drzewa mają 200 – 300 lat. Na uwagę zasługuje okaz rzadkiej w regionie magnolii.
W latach 1954–1959 wieś należała i była siedzibą władz gromady Kulik, po jej zniesieniu w gromadzie Ludwinów. W latach 1975–1998 miejscowość administracyjnie należała do województwa chełmskiego.